# Lanugo
Il lanugo è una fine peluria che ricopre il feto, si sviluppa a partire dal quinto mese e cade in genere fra il settimo e l'ottavo mese di gravidanza. In alcuni casi permane anche dopo la nascita ma non costituisce un problema in quanto è destinata a cadere nel giro di pochi giorni.